# Hôpital provincial de Pontevedra
L'hôpital provincial de Pontevedra est un bâtiment datant de 1897, situé dans le centre-ville de Pontevedra en Espagne.

## Histoire
L'origine de l'hôpital provincial remonte à l'hôpital de Pontevedra fondé en 1439 par disposition testamentaire de Teresa Pérez Fiota, appelé Hospital del Cuerpo de Dios (hôpital du corps de Dieu). Les Frères de San Juan de Dios ont géré l'hôpital sous le nom d'Hospital Corpus Christi jusqu'au XIXe siècle.
Après le désamortissement espagnol de Mendizábal, en 1849, l'hôpital (situé dans le pâté de maisons de la rue Real et de la place Curros Enríquez) est devenu la propriété de la commune de Pontevedra. Compte tenu de la dégradation du bâtiment et afin de récolter des fonds pour pouvoir terminer la construction d'un nouvel hôpital, le conseil municipal a décidé de le démolir et de construire le nouvel hôpital sur un terrain situé sur la route d'Orense (actuelle rue Doctor Loureiro Crespo).
L'hôpital provincial a été promu par le médecin Ángel Cobián Areal, maire de la ville entre 1891 et 1893,. La décision de créer cet hôpital a été prise par le conseil municipal de la ville en 1890. Le projet de construction a été confié à l'ingénieur civil León Domercq, responsable du siège provincial des travaux publics et de la commission des travaux portuaires, et a été dirigé par l'architecte Siro Borrajo. Les travaux ont commencé le 1er mars 1894. Le nouveau bâtiment a été inauguré le 14 décembre 1897. L'une des premières radiographies en Galice y a été réalisée en 1897, deux ans après la découverte des rayons X en 1895.
L’hôpital  est devenu la propriété du Conseil provincial de Pontevedra en 1928. En 1936, l'hôpital était principalement utilisé comme hôpital de guerre. À partir de ce moment, des extensions successives ont été réalisées et de nouveaux bâtiments ont été construits. En 1996, l'hôpital a été transféré au Service de Santé Galicien (SERGAS) et sa gestion a été assurée par la Xunta de Galicia.

## Description
C'est un grand bâtiment, à l'origine en forme de H et à deux étages, avec des ajouts ultérieurs. Aujourd'hui, le bâtiment d'origine compte trois étages et le complexe comporte des annexes postérieures datant de différentes périodes du XXe siècle.

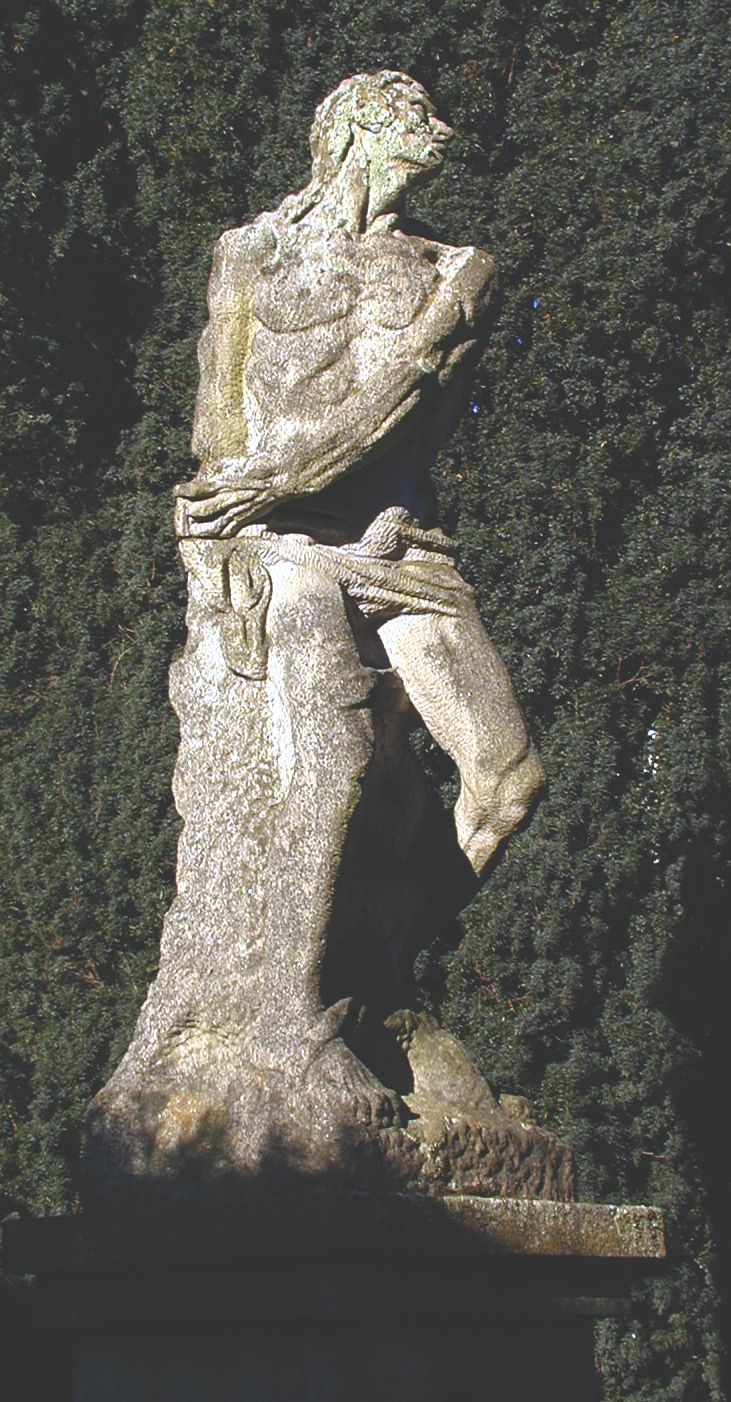
Statue de Manuel Barreiro Cabanelas

Le bâtiment d'origine de León Domercq et Siro Borrajo comportait un rez-de-chaussée, un premier étage et un sous-sol. Il s'agit d'un bâtiment massif en maçonnerie de granit avec de multiples embrasures avec des encadrements simples sur toutes les façades. Les murs sont enduits de blanc avec du mortier de chaux, ne laissant que le granit visible dans les encadrements de fenêtres et de portes.
L'entrée principale présente un corps central en saillie sur lequel se dresse comme un élément singulier une tour (ajoutée au bâtiment d'origine) avec un toit en forme de flèche, sur les quatre murs de laquelle se trouvent quatre horloges. L'ancien hôpital San Juan de Dios, qui a été remplacé par l'hôpital provincial, possédait également une horloge, qui a été installée dans la tour nord de l'église de la Vierge Pèlerine lorsque le bâtiment a été démoli pour construire le nouvel hôpital.
L'entrée principale de l'hôpital est présidée par un large escalier central menant au bâtiment, sur le premier palier duquel se trouve la statue dédiée à Manuel Barreiro Cabanelas (un grand bienfaiteur de l'hôpital), réalisée en 1942 par le sculpteur Francisco Asorey,,,.
C'était l'un des premiers hôpitaux à disposer de rayons X, de chauffage et d'électricité.

### Autres articles
- Centre hospitalier universitaire de Pontevedra
- Hôpital Montecelo
- Hôpital Quirón Miguel Domínguez
- École de formation en soins infirmiers de Pontevedra